# Gmina Skjern

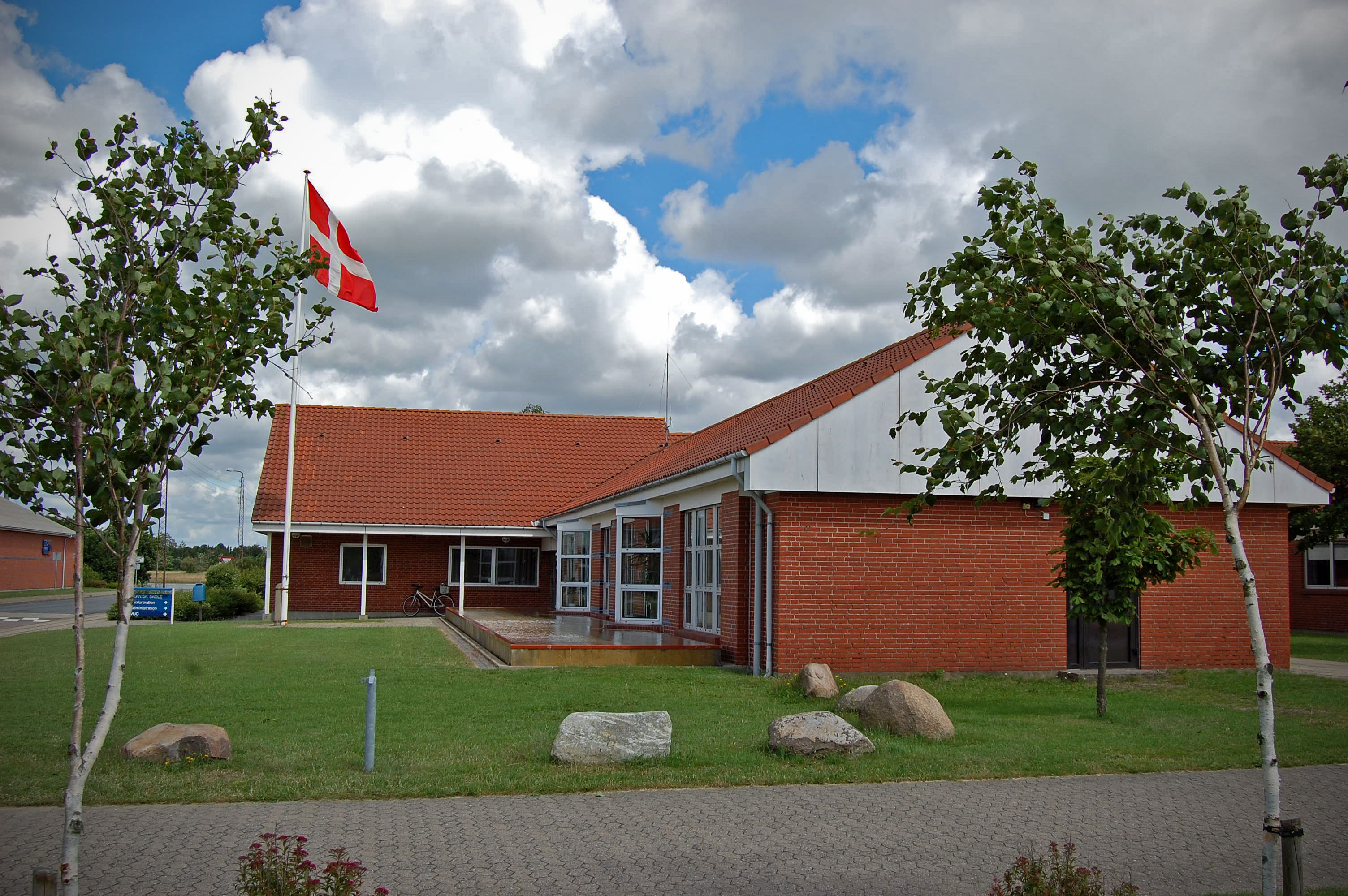
Szkoła w Skjern

Gmina Skjern (duń. Skjern Kommune) – w latach 1970–2006 (włącznie) jedna z gmin w Danii w ówczesnym okręgu Ringkjøbing Amt.
Siedzibą władz gminy była miejscowość Skjern.
Gmina Skjern została utworzona 1 kwietnia 1970 na mocy reformy podziału administracyjnego Danii. Po kolejnej reformie administracyjnej w roku 2007 weszła w skład nowej gminy Ringkøbing-Skjern.

## Dane liczbowe
- Liczba ludności: (♀ 6618 + ♂ 6489) = 13 107
  - wiek 0-6: 9,7%
  - wiek 7-16: 14,3%
  - wiek 17-66: 61,3%
  - wiek 67+: 14,7%
- zagęszczenie ludności: 40,1 osób/km²
- bezrobocie: 3,3% osób w wieku 17-66 lat
- cudzoziemcy z UE, Skandynawii i USA: 135 na 10 000 osób
- cudzoziemcy z krajów Trzeciego Świata: 144 na 10 000 osób
- liczba szkół podstawowych: 6 (liczba klas: 82)